# Козырев, Сергей Картерьевич
Козырев Сергей Картерьевич (1938 — 2010) — учёный, кандидат технических наук, профессор кафедры Автоматизированного электропривода Московского энергетического института.
Председатель Учебно-методической комиссии по специальности «Электрический привод».

## Биография
Сергей Картерьевич Козырев родился в 1938 году.
Сергей Козырев начал заниматься научной деятельностью на кафедре Автоматизированного электропривода в студенческие времена во время учёбы в Московском энергетическом институте. Он состоял в научной группе под руководством профессора В. П. Бычкова, который специализировался на электроприводах металлургических прокатных станов. Сергей Козырев принимал участие в создании первых отечественных образцов тиристорных выпрямителей для электроприводов постоянного тока.
Был заведующим кафедрой Автоматизированного электропривода МЭИ с 1994 по 2003 год. В это время он поддерживал новые научные исследования, которые были направлены на развитие теории микропроцессорных систем управления и создание электроприводов с новыми типами двигателей.
Сергей Козырев — основной автор книги «Электрический привод. Термины и определения».
Был редактором раздела «Электропривод» в четырёхтомнике «Электротехнической энциклопедии», также стал автором многих статей этого раздела.
Сергей Козырев был председателем учебно-методического объединения вузов России по образованию в области энергетики и электротехники по специальности 140604 — Электропривод и автоматика промышленных установок и технологических комплексов.

## Награды
Награждён медалью «Ветеран труда» и почётным знаком Министерства образования и науки Российской Федерации.